# Cá voi minke
Cá voi minke (/ˈmɪnki/) là một phức hợp loài của cá voi tấm sừng hàm. Hai loài cá voi minke là cá voi minke thông thường (hoặc phía bắc) và cá voi minke Nam Cực (hoặc phía nam). Cá voi minke được mô tả lần đầu tiên bởi nhà tự nhiên học người Đan Mạch Otto Fabricius vào năm 1780, ông cho rằng nó phải là một loài đã được biết đến và gán mẫu vật của mình cho loài Balaena rostrata, cái tên được Otto Friedrich Müller đặt cho loài cá voi mũi chai phương bắc vào năm 1776. Năm 1804, Bernard Germain de Lacépède đã mô tả một mẫu vật chưa trưởng thành của Balaenoptera acutorostrata. Cái tên "minke" là bản dịch một phần của minkehval trong tiếng Na Uy, có thể là theo tên một người săn cá voi người Na Uy tên là Meincke, người đã nhầm lẫn cá voi minke phương bắc với cá voi xanh.

## Phân loại

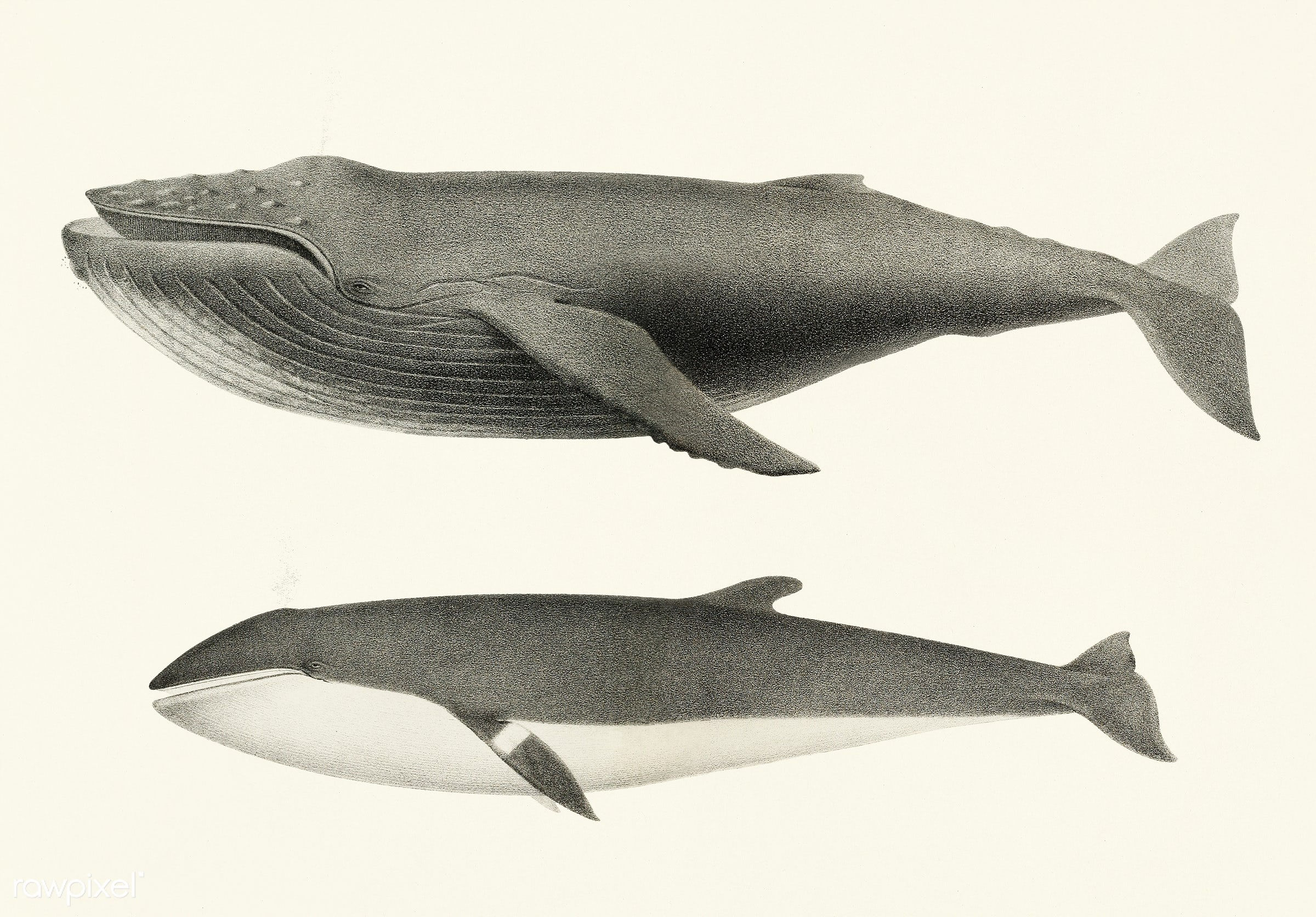
So sánh cá voi lưng gù và cá voi minke. Minh họa bởi Charles Melville Scammon (1825–1911).

Hầu hết các phương pháp phân loại hiện đại đều chia cá voi minke thành hai loài:
- Cá voi minke thông thường hoặc cá voi minke phương bắc (Balaenoptera acutorostrata), và
- Cá voi minke Nam Cực hoặc cá voi minke phương nam (Balaenoptera bonaerensis).[6]

Các nhà phân loại còn phân loại tiếp cá voi minke thông thường thành hai hoặc ba phân loài; cá voi minke Bắc Đại Tây Dương, cá voi minke Bắc Thái Bình Dương và cá voi minke lùn. Tất cả các loài cá voi minke đều thuộc Họ Cá voi lưng gù, một họ bao gồm cá voi lưng gù, cá voi vây, cá voi Bryde, cá voi Sei và cá voi xanh.
Ít nhất một lần, một con cá voi minke Nam Cực đã được xác nhận là đã di cư đến Bắc Cực. Ngoài ra, ít nhất hai loài lai hoang dã giữa cá voi minke thông thường và cá voi minke Nam Cực đã được xác nhận.

## Miêu tả

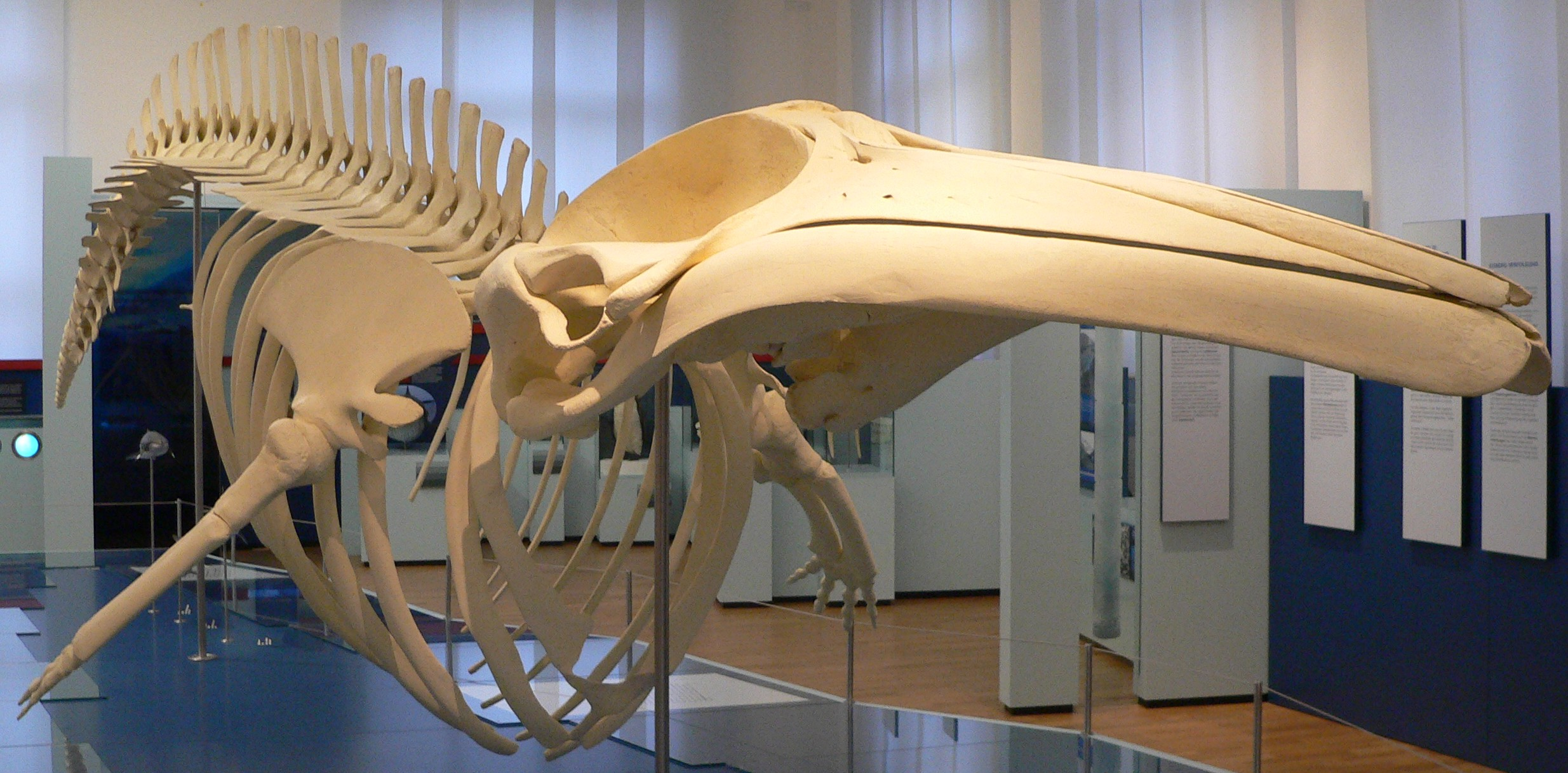
Bộ xương cá voi minke, Museum Koenig, Đại học Bonn

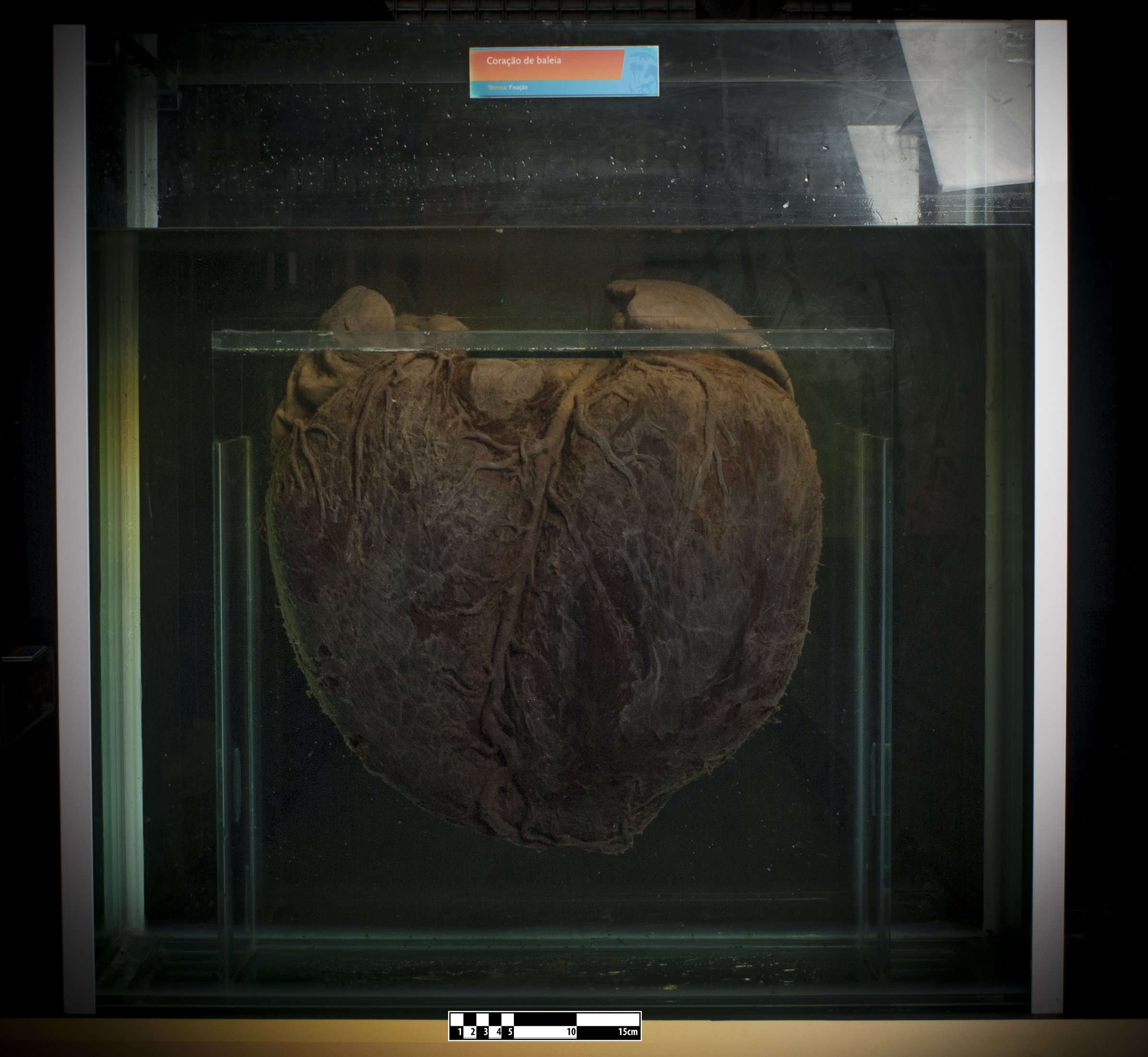
Trái tim của cá voi minke (Balaenoptera acutorostrata)

Cá voi minke là loài cá voi tấm sừng hàm nhỏ thứ hai; chỉ xếp sau cá voi đầu bò lùn. Khi đạt đến độ tuổi trưởng thành về giới tính (7–8 tuổi), con đực có chiều dài và khối lượng cơ thể trung bình là 8,35 m (27,4 ft) và 7 t (6,9 tấn Anh; 7,7 tấn Mỹ), trong khi đó con cái là 8,9 m (29 ft) và 8,25 t (8,12 tấn Anh; 9,09 tấn Mỹ); kích thước tối đa ước tính đối với con cái cho thấy chúng có thể đạt chiều dài vượt quá 10 m (33 ft) và nặng hơn 10–12 t (9,8–11,8 tấn Anh; 11–13 tấn Mỹ).
Có thể phân biệt cá voi minke thông thường với các loài cá voi khác bằng một dải màu trắng trên mỗi chân chèo. Cơ thể thường có màu đen hoặc xám đen ở trên và màu trắng ở dưới. Cá voi Minke có từ 240 đến 360 tấm sừng hàm ở mỗi bên miệng. Hầu hết chiều dài lưng, gồm cả vây lưng và lỗ phun nước, xuất hiện ngay lập tức khi cá voi nổi lên để thở.
Cá voi minke thường sống từ 30–50 năm, nhưng trong một số trường hợp, chúng có thể sống tới 60 năm. Chúng có thời gian mang thai và sinh sản lần lượt là khoảng 10–11 tháng và 2 năm.
Cá voi minke có hệ thống tiêu hóa gồm bốn ngăn với mật độ vi khuẩn kỵ khí cao khắp cơ thể. Sự hiện diện của vi khuẩn cho thấy cá voi minke dựa vào quá trình tiêu hóa của vi sinh vật để lấy chất dinh dưỡng do thức ăn của chúng cung cấp.
Giống như hầu hết các loài thuộc tiểu bộ Cá voi tấm sừng hàm khác, hệ thống thính giác của cá voi minke vẫn chưa được hiểu rõ. Tuy nhiên, hình ảnh cộng hưởng từ chỉ ra bằng chứng cho thấy cá voi minke có mỡ tích tụ trong hàm nhằm mục đích tiếp nhận âm thanh, giống như loài Cá voi có răng.
Bộ não của cá voi minke có khoảng 12,8 tỷ tế bào thần kinh vỏ não mới và 98,2 tỷ tế bào thần kinh đệm vỏ não mới. Ngoài ra, mặc dù có kích thước tương đối lớn nhưng cá voi minke rất nhanh, có khả năng bơi với tốc độ 30 hải lý trên giờ (35 mph) và hành vi nổi lên bề mặt của chúng có thể diễn ra rời rạc và khó theo dõi.

## Hành vi
Cá voi minke thường thở từ ba đến năm lần trong khoảng thời gian ngắn trước khi "lặn sâu" trong 2 đến 20 phút. Việc lặn sâu được bắt đầu bằng việc uốn cong lưng rõ rệt. Tốc độ bơi tối đa của loài này được ước tính là 38 km/h (24 mph).

### Di cư
Cả hai loài đều thực hiện các tuyến di cư theo mùa đến các cực vào mùa xuân và hướng tới vùng nhiệt đới vào mùa thu và mùa đông. Sự khác biệt về thời gian của các mùa có thể ngăn cản hai loài có quan hệ gần gũi với nhau khỏi việc giao phối chéo. Một nghiên cứu nhận dạng ảnh dài hạn trên bờ biển British Columbia và Washington cho thấy một số cá thể có thể di chuyển xa tới 424 km về phía bắc vào mùa xuân và 398 km về phía nam đến vùng nước ấm hơn vào mùa thu. Nhiều chi tiết cụ thể về sự di cư ở loài này vẫn chưa rõ ràng.

### Sinh sản
Thời gian mang thai của cá voi minke là mười tháng và cá voi con có kích thước từ 2,4 đến 2,8 m (7,9 đến 9,2 ft) khi mới sinh. Con non bú mẹ từ năm đến mười tháng. Mùa sinh sản của cá voi minke là mùa hè. Sự sinh sản được cho là diễn ra hai năm một lần.
Thời điểm thụ thai và sinh con có sự khác biệt giữa các vùng.
Ở Bắc Đại Tây Dương, quá trình thụ thai diễn ra từ tháng 12 đến tháng 5 với cao điểm là tháng 2 còn quá trình sinh nở diễn ra từ tháng 10 đến tháng 3 với cao điểm là tháng 12. Ở Bắc Thái Bình Dương ngoài khơi Nhật Bản dường như có hai giai đoạn thụ thai, phần lớn diễn ra từ tháng 2 đến tháng 3 nhưng cũng có thể là từ tháng 8 đến tháng 9, trong khi đó việc sinh sản diễn ra từ tháng 12 đến tháng 1 và tháng 6 đến tháng 7. Ở các đàn cá tại biển Hoàng Hải, không diễn ra hiện tượng chia hai giai đoạn như trên mà chỉ ghi nhận việc thụ thai xảy ra từ tháng 7 đến tháng 9 và việc sinh sản từ tháng 5 đến tháng 6.
Ở Nam bán cầu, quá trình thụ thai diễn ra từ tháng 6 đến tháng 12 với đỉnh điểm là vào tháng 8 và tháng 9. Thời gian sinh sản cao điểm xảy ra từ tháng 7 đến tháng 8.

### Săn mồi
Việc cá voi sát thủ săn cá voi minke đã được ghi nhận nhiều. Một nghiên cứu vào năm 1975 cho thấy 84% trong số 49 dạ dày của cá voi sát thủ đã ăn thịt cá voi minke. Nghiên cứu xác cá voi minke sau khi chúng bị tấn công cho thấy cá voi sát thủ có xu hướng thích lưỡi và hàm dưới của cá voi minke. Cơ chế chống loài săn mồi của cá voi minke hoàn toàn là phản ứng bỏ chạy, vì khi cơ chế này thất bại thì không quan sát thấy có sự chống trả về mặt vật lý nào của cá voi minke đối với loài săn mồi. Các cuộc rượt đuổi thường hướng về phía đại dương, mặc dù đã có ghi chép về việc cá voi minke vô tình bơi vào vùng nước nông, hẹp. Đã có hai trường hợp được ghi nhận về việc cá voi minke kết thúc cuộc rượt đuổi bằng cách ẩn nấp dưới thân tàu; tuy nhiên, cả hai trường hợp đều không thành công.